# Nixonchocken

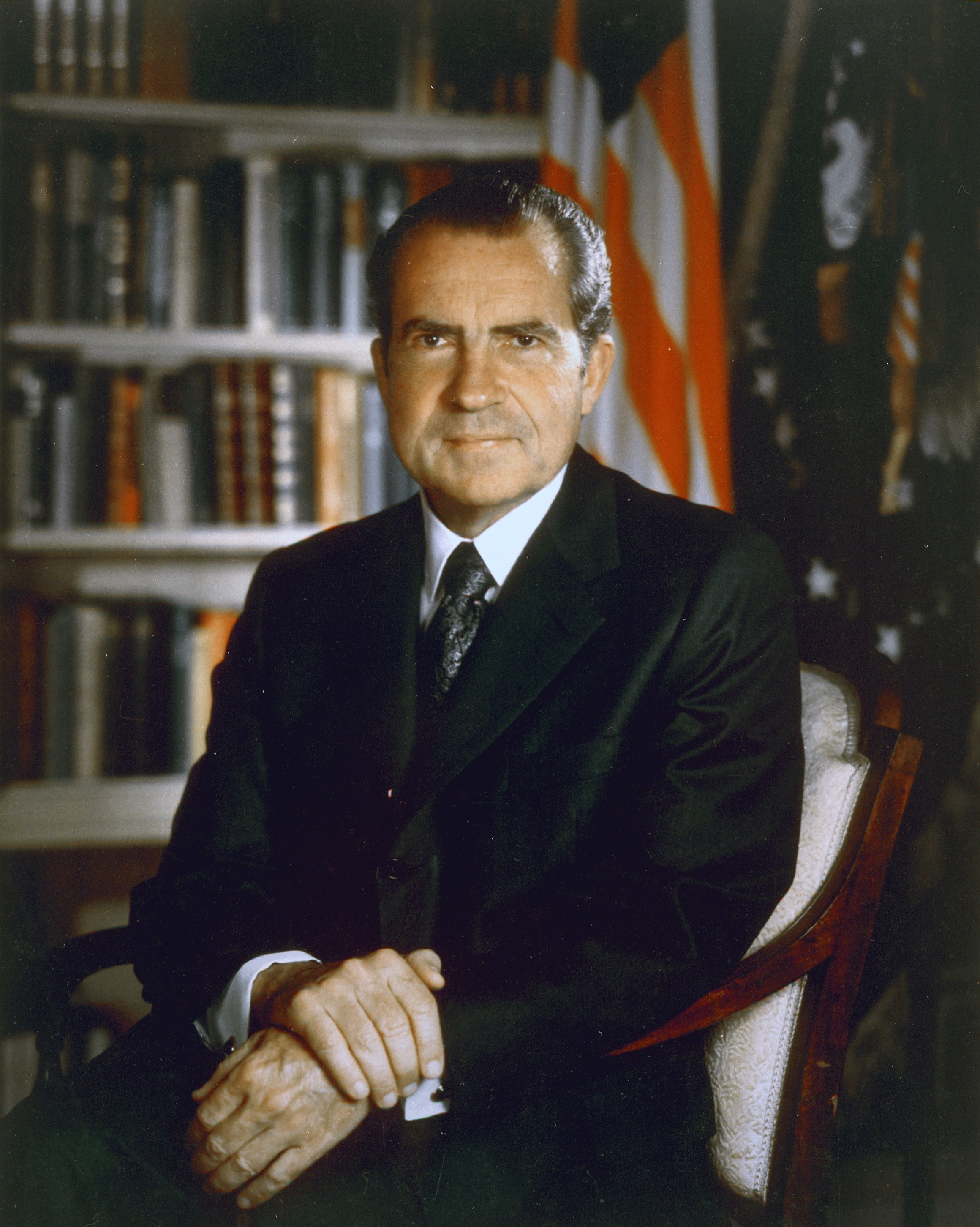
Richard Nixon 1971.

Nixonchocken (engelska: Nixon shock) var en rad ekonomiska åtgärder som vidtogs 1971 av USA:s dåvarande president Richard Nixon. Den viktigaste av dessa var beslutet att guldmyntfoten övergavs, man garanterade inte längre dollarvärdet med ett fast inlösenpris i guld. Det medförde att det internationella valutasystemet Bretton Woodssystemet kraschade den 15 augusti samma år.